# Radio Tele-Taxi
Radio Tele-Taxi es una cadena de radio española. De origen catalán, actualmente está expandida por el este de España (Comunidad Valenciana, Región de Murcia y Aragón), con presencia también en Andorra.
Radio Tele-Taxi, propiedad de Justo Molinero, emite las 24 horas una programación con música popular de todos los tiempos y cuenta con la participación de sus oyentes a través de distintos canales de contacto.

## Historia
La historia de Radio Tele-Taxi está ligada a la de su fundador, Justo Molinero, un andaluz afincado en Cataluña que  principios de los años 1980 trabajaba como taxista. En 1982, de cara al Mundial de Fútbol, puso en marcha Radio Tele-Taxi, una emisora de radio originalmente destinada a los compañeros taxistas. Los primitivos estudios están en la calle Sant Carles, 48 de Santa Coloma de Gramanet.
A finales de 1986 fue clausurada por no disponer de licencia administrativa. Un año después, Molinero y gran parte de su equipo reanudaron la actividad tras adquirir la emisora RM Radio de Mataró. En 1992 Molinero obtuvo una licencia para emitir en FM, lo que supuso el resurgir de Radio Tele-Taxi, iniciando una nueva etapa legalizada.
Durante los años 1990 y 2000 Radio Tele-Taxi ha vivido un gran crecimiento, añadiendo nuevas frecuencias que le permiten cubrir toda Cataluña y otros territorios vecinos como la Comunidad Valenciana, Aragón y Andorra.
Desde el pasado 4/03/2022, Radio Tele-Taxi emite también en TDT a través del multiplex autonómico MAUT-P de Cataluña. Al haber firmado un acuerdo de alquiler, con EDICA Emissions Digitals de Catalunya, propietaria del multiplex y filial de la matriz, OC 2022 del empresario Nicola Pedrazzoli. Perimitiendole de esta manera, ampliar su cobertura digital terrestre, a más del 90% del territorio catalàn.

## Programación
| Hora          | Lunes a viernes                             | Sábado                                            | Domingo                                           |
| ------------- | ------------------------------------------- | ------------------------------------------------- | ------------------------------------------------- |
| 06:00 - 07:00 | Arranca (Con Miguel Ángel Molinero)         | El Despertador (Con Juan Carlos Gil)              | El Contestador (Con Jordí Pocoví)                 |
| 07:00 - 08:00 | Arranca (Con Miguel Ángel Molinero)         | El Despertador (Con Juan Carlos Gil)              | El Dominguero (Con José Luís Rouco)               |
| 08:00 - 09:00 | Flamenkitos somos todos (Con Robert Espada) | El Despertador (Con Juan Carlos Gil)              | El Dominguero (Con José Luís Rouco)               |
| 09:00 - 10:00 | Flamenkitos somos todos (Con Robert Espada) | Flamenkitos somos todos (Con Robert Espada)       | El Dominguero (Con José Luís Rouco)               |
| 10:00 - 11:00 | Flamenkitos somos todos (Con Robert Espada) | Flamenkitos somos todos (Con Robert Espada)       | El Jaroteo de domingo (Con Miguel Ángel Molinero) |
| 11:00 - 12:00 | Flamenkitos somos todos (Con Robert Espada) | Flamenkitos somos todos (Con Robert Espada)       | El Jaroteo de domingo (Con Miguel Ángel Molinero) |
| 12:00 - 13:00 | Flamenkitos somos todos (Con Robert Espada) | Flamenkitos somos todos (Con Robert Espada)       | El Jaroteo de domingo (Con Miguel Ángel Molinero) |
| 13:00 - 14:00 | Quédate conmigo (Con María José Cordero)    | A Nuestro Ritmo (Con Jordí Pocoví)                | El Jaroteo de domingo (Con Miguel Ángel Molinero) |
| 14:00 - 15:00 | Quédate conmigo (Con María José Cordero)    | A Nuestro Ritmo (Con Jordí Pocoví)                | A Nuestro Ritmo (Con Jordí Pocoví)                |
| 15:00 - 16:00 | Quédate conmigo (Con María José Cordero)    | A Nuestro Ritmo (Con Jordí Pocoví)                | A Nuestro Ritmo (Con Jordí Pocoví)                |
| 16:00 - 17:00 | Millor en positiu (Con Juan Carlos Gil)     | A Nuestro Ritmo (Con Jordí Pocoví)                | A Nuestro Ritmo (Con Jordí Pocoví)                |
| 17:00 - 18:00 | La tarde es nuestra (Con Richard Bertomeu)  | A Nuestro Ritmo (Con Jordí Pocoví)                | A Nuestro Ritmo (Con Jordí Pocoví)                |
| 18:00 - 19:00 | La tarde es nuestra (Con Richard Bertomeu)  | Noches de Guaza (Con Jaime Guaza)                 | A Nuestro Ritmo (Con Jordí Pocoví)                |
| 19:00 - 20:00 | La tarde es nuestra (Con Richard Bertomeu)  | Noches de Guaza (Con Jaime Guaza)                 | La tarde es nuestra (Con Richard Bertomeu)        |
| 20:00 - 21:00 | La tarde es nuestra (Con Richard Bertomeu)  | Noches de Guaza (Con Jaime Guaza)                 | La tarde es nuestra (Con Richard Bertomeu)        |
| 21:00 - 22:00 | Noches de Guaza (Con Jaime Guaza)           | Noches de Guaza (Con Jaime Guaza)                 | La tarde es nuestra (Con Richard Bertomeu)        |
| 22:00 - 23:00 | Noches de Guaza (Con Jaime Guaza)           | Noches de Guaza (Con Jaime Guaza)                 | Al César lo que es del César (Con César Jaúregui) |
| 23:00 - 00:00 | Noches de Guaza (Con Jaime Guaza)           | Al César lo que es del César (Con César Jaúregui) | La noche mágica (Con David Escalante)             |
| 00:00 - 01:00 | Noches de Guaza (Con Jaime Guaza)           | Al César lo que es del César (Con César Jaúregui) | La noche mágica (Con David Escalante)             |
| 01:00 - 02:00 | Las noches de Jesús (Con Jesús Olmo)        | Al César lo que es del César (Con César Jaúregui) | Las noches de Jesús (Con Jesús Olmo)              |
| 02:00 - 03:00 | Las noches de Jesús (Con Jesús Olmo)        | Al César lo que es del César (Con César Jaúregui) | Las noches de Jesús (Con Jesús Olmo)              |
| 03:00 - 04:00 | Las noches de Jesús (Con Jesús Olmo)        | Al César lo que es del César (Con César Jaúregui) | Las noches de Jesús (Con Jesús Olmo)              |
| 04:00 - 05:00 | Las noches de Jesús (Con Jesús Olmo)        | El Contestador (Con Jordí Pocoví)                 | Las noches de Jesús (Con Jesús Olmo)              |
| 05:00 - 06:00 | Las noches de Jesús (Con Jesús Olmo)        | El Contestador (Con Jordí Pocoví)                 | Las noches de Jesús (Con Jesús Olmo)              |

## Frecuencias de Radio Tele-Taxi
Provincia de Barcelona
- Barcelona: 97.7 FM
- Cabrils: 90.2 FM
- Manresa: 88.5 FM

 Provincia de Gerona
- Palamós: 89.6 FM
- Gerona: 105.1 FM
- Lloret de Mar: 93.7 FM
- Puigcerdá: 90.3 FM
- Olot: 94.2 FM
- Ripoll: 97.6 FM
- Rosas: 93.6 FM

 Provincia de Lérida
- Lérida: 89.8 FM

 Provincia de Tarragona
- Tarragona: 92.9 FM
- Tortosa: 99.0 FM

 Andorra
- Andorra la Vieja: 90.1 FM

### Disponibilidad
- Emisión TDT:
  - Cataluña
  - Andorra
- Emisión en FM:
  - Cataluña
  - Andorra
- Internet:
  - En la Actualidad, emite por Internet en el Servicio OTT Tivify (Disponible a nivel internacional)